# William George Cameron
Pour les articles homonymes, voir Cameron.
Cet article possède un paronyme, voir William Cameron.
William George Cameron (25 septembre 1853-29 octobre 1930) est un homme politique canadien de la Colombie-Britannique. Il est député provincial libéral de la circonscription britanno-colombienne de Victoria City de 1903 à 1907.
Cameron meurt à Victoria en octobre 1930 à l'âge de 77 ans.